# Pepi Reiter
Josef "Pepi" Reiter (Niederwaldkirchen, 8 januari 1959) is een voormalig judoka uit Oostenrijk. Hij won de bronzen medaille bij de Olympische Spelen 1984 in de gewichtsklasse tot 65 kilogram (lichtgewicht). Reiter, bijgenaamd Pepi, nam in totaal drie keer deel aan de Olympische Spelen (1980, 1984 en 1988). 

## Erelijst

### Olympische Spelen
- 1984 in Los Angeles, Verenigde Staten (–65 kg)

### Europese kampioenschappen
- 1979 in Brussel, België (–60 kg)
- 1980 in Wenen, Oostenrijk (–60 kg)
- 1981 in Debrecen, Hongarije (–65 kg)
- 1982 in Rostock, Oost-Duitsland (–65 kg)